# أرت كيلر
أرت كيلر (بالإنجليزية: Art Keller)‏ هو مدير فني أمريكي، ولد في 11 يونيو 1921، وتوفي في 3 فبراير 1990 في راسين في الولايات المتحدة.